# Roger Black
Roger Anthony Black (ur. 31 marca 1966 w Portsmouth) – brytyjski lekkoatleta biegający na dystansie 400 metrów, dwukrotny uczestnik letnich igrzysk olimpijskich (Barcelona 1992, Atlanta 1996).
Jest wicemistrzem olimpijskim z Atlanty w biegu na 400 metrów, jak również srebrnym i brązowym medalistą olimpijskim w sztafecie 4 x 400 metrów. Dwukrotnie był mistrzem Europy, wicemistrzem Europy oraz wicemistrzem świata w biegu na 400 metrów. W sztafecie 4 x 400 metrów zdobył również dwa złote i srebrny medal mistrzostw świata oraz trzy złote medale mistrzostw Europy.
Jego rekord życiowy 44,36 to drugi wynik w historii Europy. Szybciej na tym dystansie biegał w Europie tylko Thomas Schönlebe z NRD.
Zajął 5 miejsce w II edycji programu Strictly Come Dancing, gdzie jego partnerką była Camilla Dallerup.